# Olympische Sommerspiele 2016/Leichtathletik – Diskuswurf (Frauen)

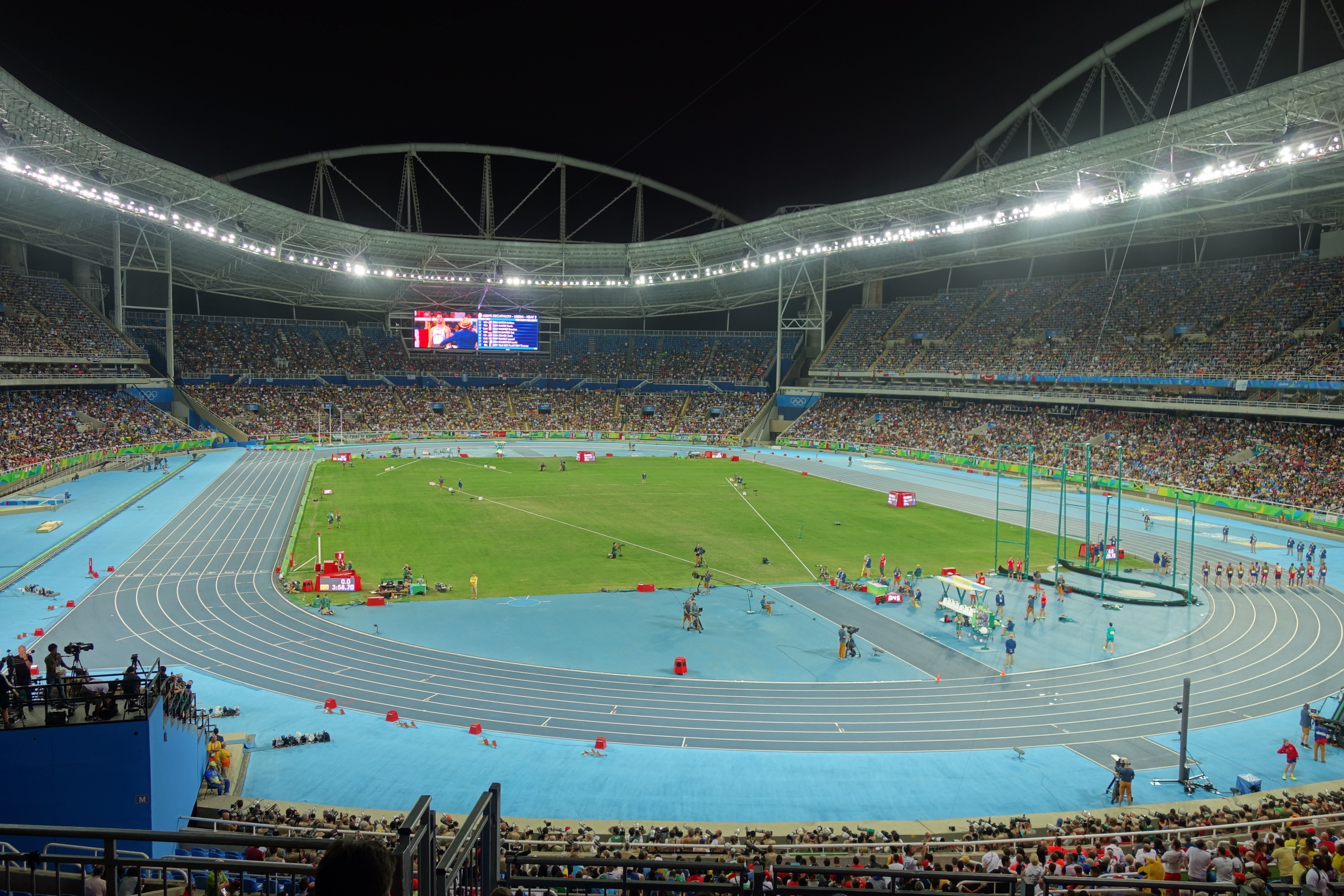
Innenraum des Estádio Olímpico João Havelange während der Spiele von Rio

Der Diskuswurf der Frauen bei den Olympischen Spielen 2016 in Rio de Janeiro wurde am 15. und 16. August 2016 im Estádio Nilton Santos ausgetragen. 34 Athletinnen nahmen teil.
Olympiasiegerin wurde die Kroatin Sandra Perković. Silber gewann die Französin Mélina Robert-Michon vor der Kubanerin Denia Caballero.
Alle drei deutschen Teilnehmerinnen erreichten das Finale. Nadine Müller wurde Sechste, Julia Fischer Neunte und Shanice Craft Elfte.

Athletinnen aus der Schweiz, Österreich und Liechtenstein nahmen nicht teil.

## Aktuelle Titelträgerinnen
| Olympiasiegerin                         | Sandra Perković ( Kroatien)      | 69,11 m | London 2012    |
| Weltmeisterin                           | Denia Caballero ( Kuba)          | 69,28 m | Peking 2015    |
| Europameisterin                         | Sandra Perković ( Kroatien)      | 69,97 m | Amsterdam 2016 |
| Nord-/Zentralamerika-/Karibik-Meisterin | Summer Pierson ( USA)            | 56,64 m | San José 2015  |
| Südamerika-Meisterin                    | Andressa de Morais ( Brasilien)  | 61,15 m | Lima 2015      |
| Asienmeisterin                          | Su Xinyue ( Volksrepublik China) | 63,90 m | Wuhan 2015     |
| Afrikameisterin                         | Nwanneka Okwelogu ( Nigeria)     | 56,75 m | Durban 2016    |
| Ozeanienmeisterin                       | Siositina Hakeai ( Neuseeland)   | 56,06 m | Cairns 2015    |

## Rekorde

### Bestehende Rekorde
| Weltrekord         | Gabriele Reinsch ( DDR) | 76,80 m | Neubrandenburg, DDR (heute Deutschland) | 9. Juli 1988       |
| Olympischer Rekord | Martina Hellmann ( DDR) | 72,30 m | Finale OS Seoul, Südkorea               | 29. September 1988 |

Der schon seit 1988 bestehende olympische Rekord wurde auch bei diesen Spielen nicht erreicht. Der weiteste Wurf gelang der kroatischen Olympiasiegerin Sandra Perković mit 69,21 m in ihrem dritten Versuch im Finale am 16. August. Damit blieb sie 3,09 m unter dem Olympia- und 7,59 m unter dem Weltrekord.

### Rekordverbesserung
Es gab einen neuen Landesrekord:

66,73 m – Mélina Robert-Michon (Frankreich), Finale am 16. August, fünfter Durchgang

## Legende
Kurze Übersicht zur Bedeutung der Symbolik – so üblicherweise auch in sonstigen Veröffentlichungen verwendet:
| – | verzichtet |
| x | ungültig   |

Anmerkungen:
- Alle Zeitangaben sind auf die Ortszeit Rio (UTC-3) bezogen.
- Alle Weiten sind in Metern (m) angegeben.

## Qualifikation
Acht Athletinnen (hellblau unterlegt) übertrafen die direkte Finalqualifikationsweite von 62,00 m. Damit war die Mindestanzahl von zwölf Finalteilnehmerinnen nicht erreicht und das Finalfeld wurde mit den vier nächstbesten Starterinnen beider Gruppen (hellgrün unterlegt) auf zwölf Wettbewerberinnen aufgefüllt. So mussten schließlich 60,23 m für die Finalteilnahme erbracht werden.

### Gruppe A

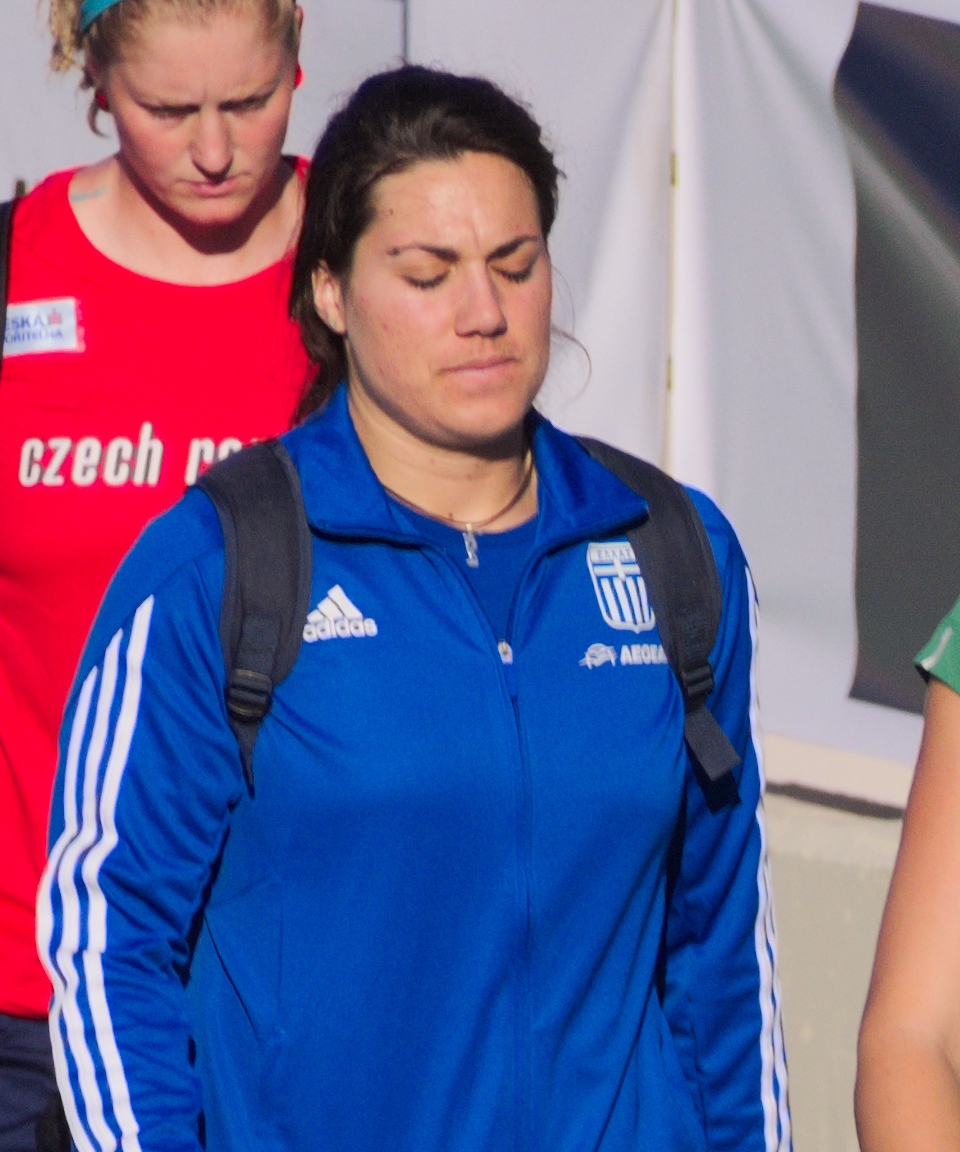
Chrysoula Anagnostopoulou – ausgeschieden mit 54,84 m

15. August 2016, 20.30 Uhr
| Platz | Name                      | Nation              | 1. Versuch | 2. Versuch | 3. Versuch | Weite (m) |
| ----- | ------------------------- | ------------------- | ---------- | ---------- | ---------- | --------- |
| 1     | Sandra Perković           | Kroatien            | x          | x          | 64,81      | 64,81     |
| 2     | Dani Samuels              | Australien          | x          | 59,42      | 64,46      | 64,46     |
| 3     | Denia Caballero           | Kuba                | x          | x          | 62,94      | 62,94     |
| 4     | Feng Bin                  | Volksrepublik China | 55,97      | 62,01      | –          | 62,01     |
| 5     | Chen Yang                 | Volksrepublik China | x          | x          | 61,44      | 61,44     |
| 6     | Zinaida Sendriūtė         | Litauen             | x          | x          | 60,79      | 60,79     |
| 7     | Shanice Craft             | Deutschland         | 60,23      | x          | x          | 60,23     |
| 8     | Pauline Pousse            | Frankreich          | x          | x          | 58,98      | 58,98     |
| 9     | Chinwe Okoro              | Nigeria             | 57,34      | 58,85      | 58,53      | 58,85     |
| 10    | Żaneta Glanc              | Polen               | 55,27      | 56,09      | 57,88      | 57,88     |
| 11    | Dragana Tomašević         | Serbien             | 55,87      | 57,67      | x          | 57,67     |
| 12    | Shadae Lawrence           | Jamaika             | 57,09      | x          | x          | 57,09     |
| 13    | Chrysoula Anagnostopoulou | Griechenland        | x          | 54,84      | 53,19      | 54,84     |
| 14    | Natalia Stratulat         | Moldau              | x          | 53,27      | 48,80      | 53,27     |
| 15    | Fernanda Martins          | Brasilien           | 50,19      | 51,85      | x          | 51,85     |
| 16    | Marija Teluschkina        | Kasachstan          | x          | 43,70      | 45,33      | 45,33     |
| NM    | Whitney Ashley            | USA                 | x          | x          | x          | ogV       |

### Gruppe B
15. August 2016, 22.20 Uhr
| Platz | Name                 | Nation              | 1. Versuch | 2. Versuch | 3. Versuch | Weite (m) |
| ----- | -------------------- | ------------------- | ---------- | ---------- | ---------- | --------- |
| 1     | Yaimé Pérez          | Kuba                | 65,38      | –          | –          | 65,38     |
| 2     | Su Xinyue            | Volksrepublik China | 65,14      | –          | –          | 65,14     |
| 3     | Nadine Müller        | Deutschland         | 63,67      | –          | –          | 63,67     |
| 4     | Mélina Robert-Michon | Frankreich          | 62,59      | –          | –          | 62,59     |
| 5     | Julia Fischer        | Deutschland         | 61,38      | x          | 60,69      | 61,38     |
| 6     | Natalija Semenowa    | Ukraine             | x          | 58,85      | x          | 58,85     |
| 7     | Tara-Sue Barnett     | Jamaika             | x          | 54,36      | 58,09      | 58,09     |
| 8     | Karen Gallardo       | Chile               | 57,81      | 55,98      | 55,20      | 57,81     |
| 9     | Seema Antil          | Indien              | 57,58      | x          | 56,78      | 57,58     |
| 10    | Andressa de Morais   | Brasilien           | 57,38      | x          | x          | 57,38     |
| 11    | Sabina Asenjo        | Spanien             | 56,94      | 56,22      | x          | 56,94     |
| 12    | Subenrat Insaeng     | Thailand            | 56,64      | x          | 54,74      | 56,64     |
| 13    | Kelsey Card          | USA                 | x          | 51,16      | 56,41      | 56,41     |
| 14    | Rocío Comba          | Argentinien         | x          | 54,44      | x          | 54,44     |
| 15    | Jade Lally           | Großbritannien      | 51,60      | 53,99      | 54,06      | 54,06     |
| 16    | Shelbi Vaughan       | USA                 | x          | 53,33      | 46,71      | 53,33     |
| NM    | Kellion Knibb        | Jamaika             | x          | x          | x          | ogV       |

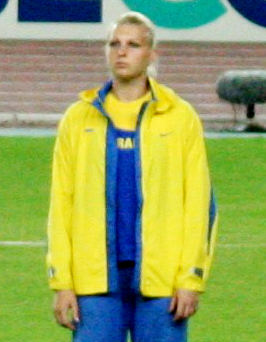
Natalija Semenowa – ausgeschieden mit 58,85 m

Weitere in Qualifikationsgruppe B ausgeschiedene Diskuswerferinnen:

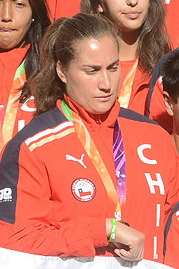
Karen Gallardo – 57,81 m
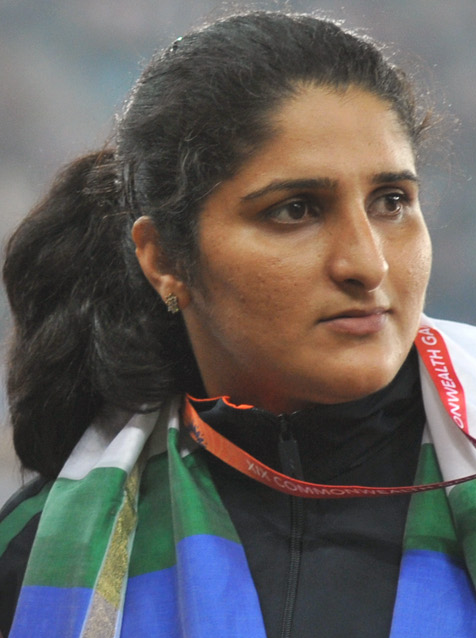
Seema Antil – 58,58 m
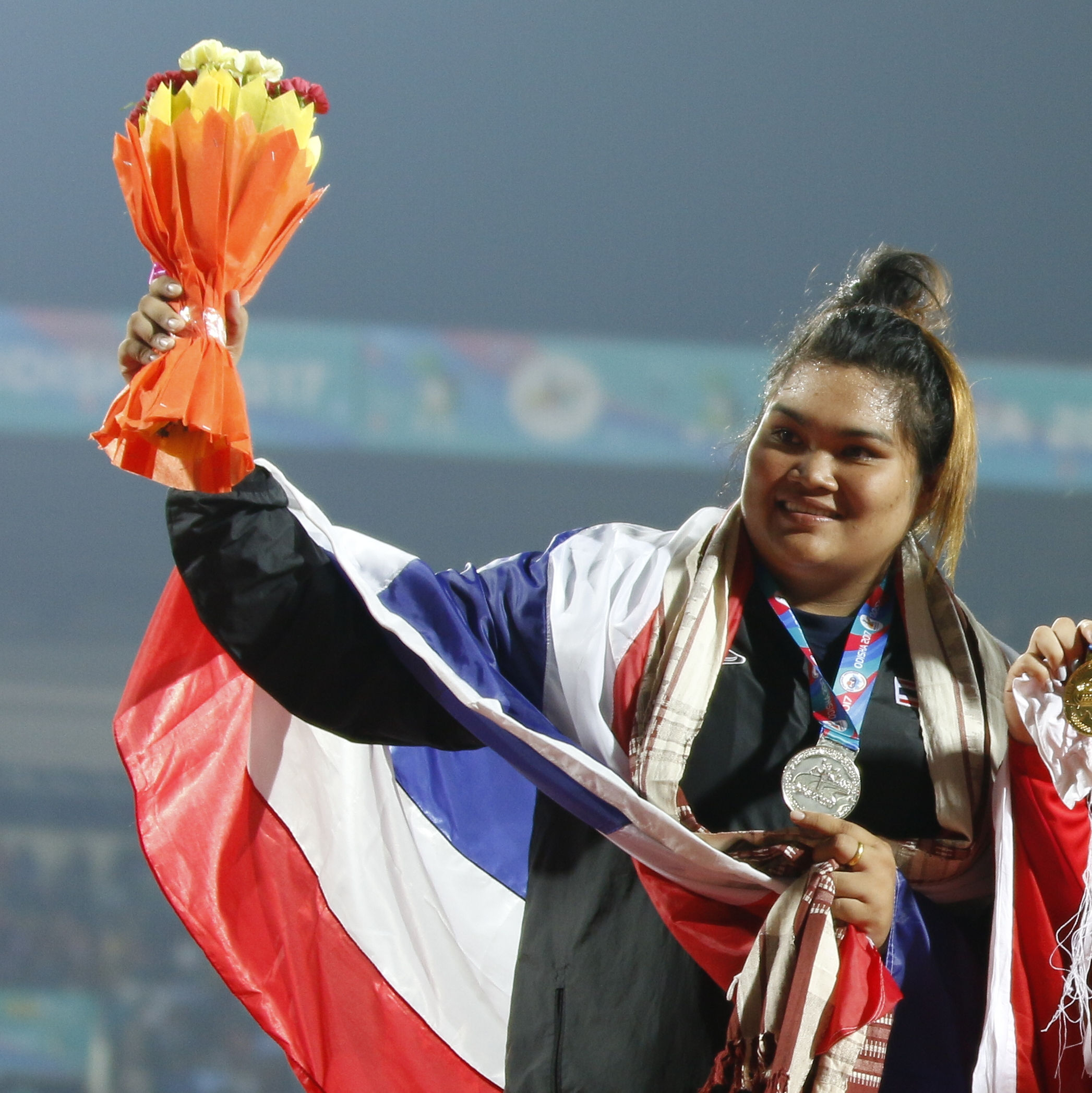
Subenrat Insaeng – 56,64 m
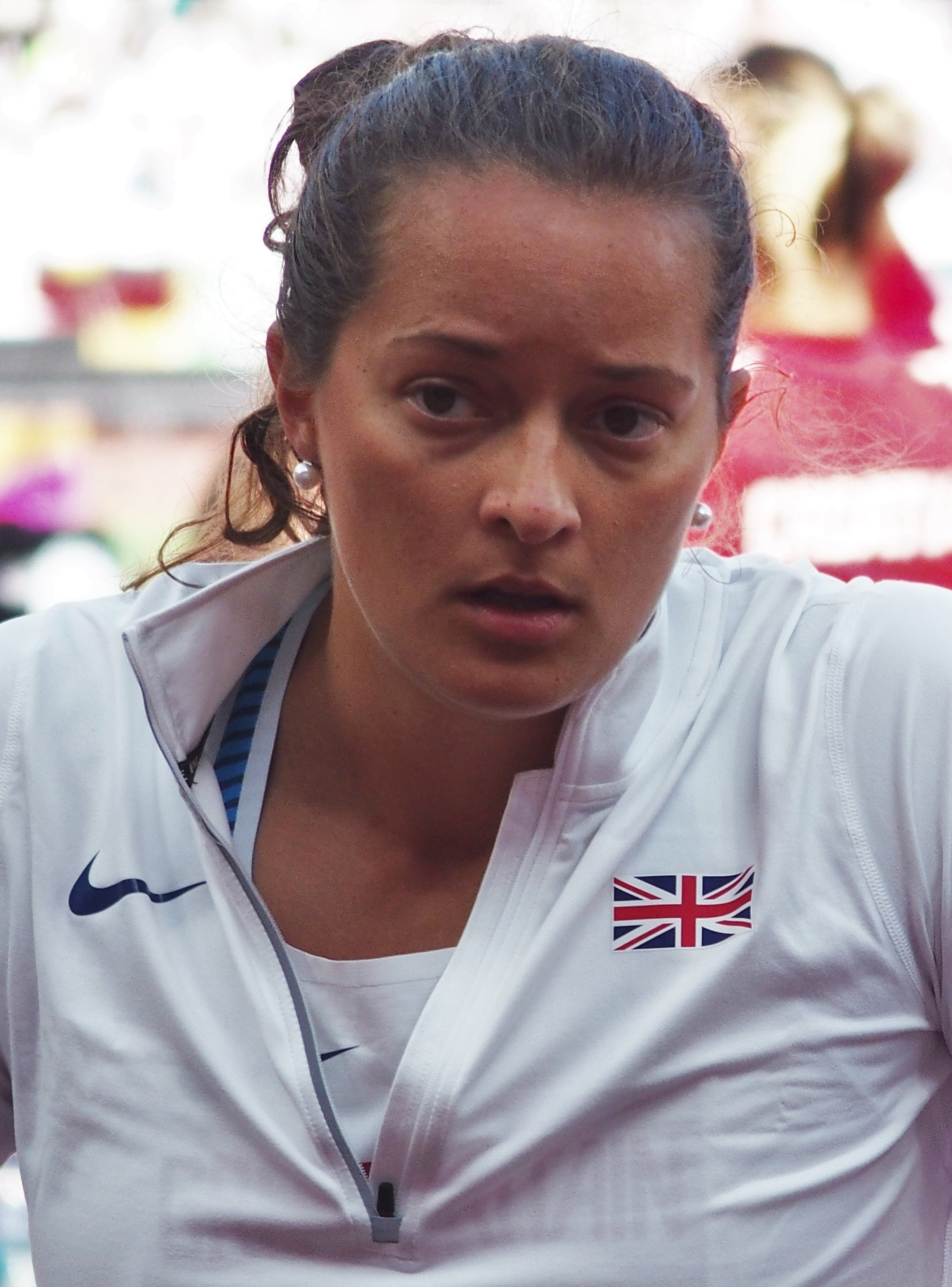
Jade Lally – 54,06 m

## Finale
16. August 2016, 11:20 Uhr

| Platz | Name                 | Nation              | 1. Versuch | 2. Versuch | 3. Versuch | 4. Versuch                                  | 5. Versuch                                  | 6. Versuch                                  | Weite (m) | Anmerkung |
| ----- | -------------------- | ------------------- | ---------- | ---------- | ---------- | ------------------------------------------- | ------------------------------------------- | ------------------------------------------- | --------- | --------- |
| 1     | Sandra Perković      | Kroatien            | x          | x          | 69,21      | x                                           | x                                           | x                                           | 69,21     |           |
| 2     | Mélina Robert-Michon | Frankreich          | 65,52      | 64,83      | 65,08      | x                                           | 66,73                                       | x                                           | 66,73     | NR        |
| 3     | Denia Caballero      | Kuba                | 61,80      | x          | 65,34      | 63,82                                       | x                                           | 64,64                                       | 65,34     |           |
| 4     | Dani Samuels         | Australien          | 63,57      | x          | 61,21      | 61,95                                       | 62,87                                       | 64,90                                       | 64,90     |           |
| 5     | Su Xinyue            | Volksrepublik China | 63,88      | 61,02      | 64,37      | 62,20                                       | 63,87                                       | x                                           | 64,37     |           |
| 6     | Nadine Müller        | Deutschland         | 63,13      | x          | x          | x                                           | x                                           | x                                           | 63,13     |           |
| 7     | Chen Yang            | Volksrepublik China | 63,11      | x          | 60,47      | 59,19                                       | x                                           | x                                           | 63,11     |           |
| 8     | Feng Bin             | Volksrepublik China | 62,26      | 60,27      | 63,06      | 61,14                                       | x                                           | 61,85                                       | 63,06     |           |
|       |                      |                     |            |            |            |                                             |                                             |                                             |           |           |
| 9     | Julia Fischer        | Deutschland         | 60,69      | x          | 62,67      | nicht im Finale der besten acht Werferinnen | nicht im Finale der besten acht Werferinnen | nicht im Finale der besten acht Werferinnen | 62,67     |           |
| 10    | Zinaida Sendriūtė    | Litauen             | 58,25      | 59,95      | 61,89      | nicht im Finale der besten acht Werferinnen | nicht im Finale der besten acht Werferinnen | nicht im Finale der besten acht Werferinnen | 61,89     |           |
| 11    | Shanice Craft        | Deutschland         | x          | 58,39      | 59,85      | nicht im Finale der besten acht Werferinnen | nicht im Finale der besten acht Werferinnen | nicht im Finale der besten acht Werferinnen | 59,85     |           |
| NM    | Yaimé Pérez          | Kuba                | x          | x          | x          | nicht im Finale der besten acht Werferinnen | nicht im Finale der besten acht Werferinnen | nicht im Finale der besten acht Werferinnen | ogV       |           |

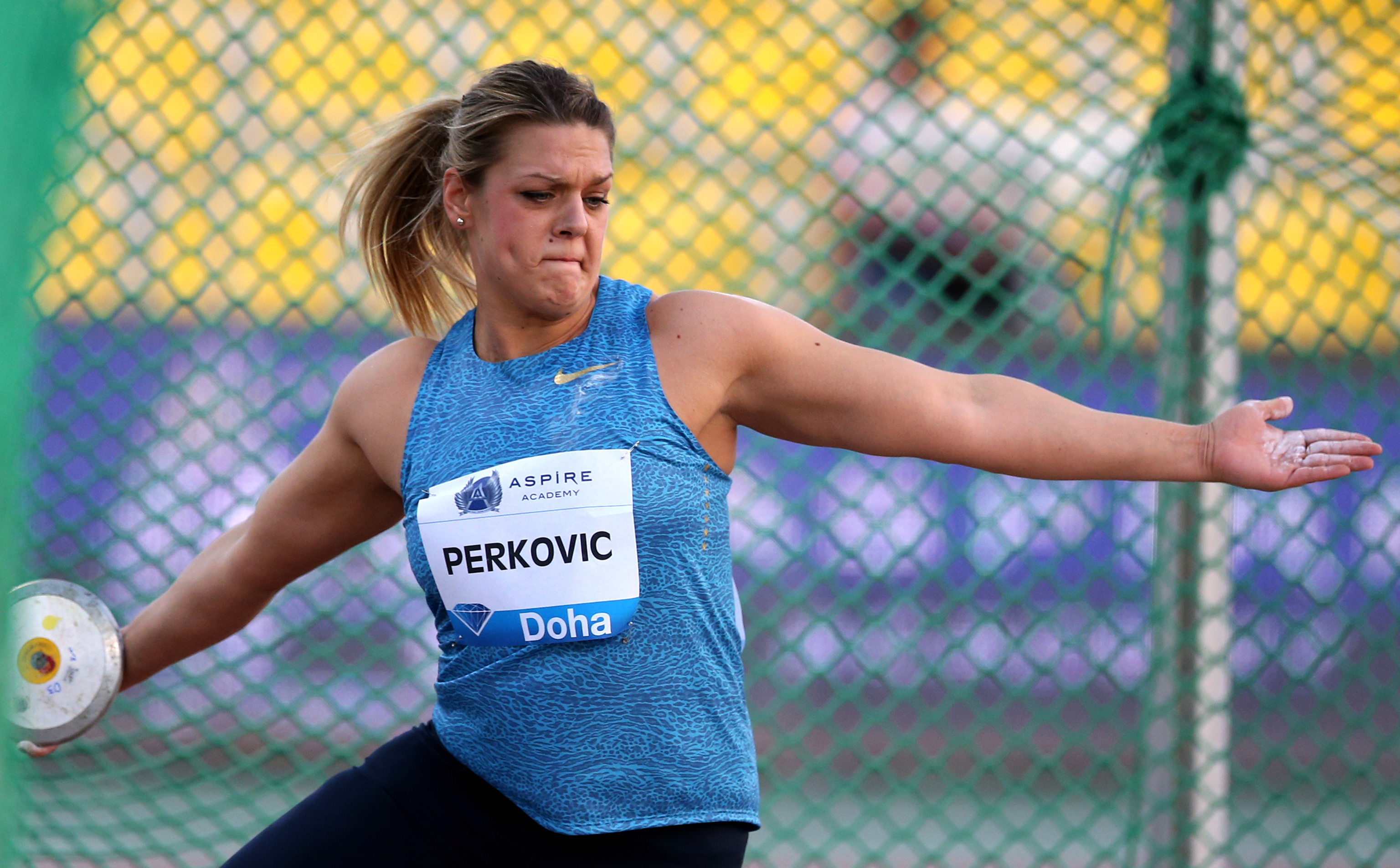
Erneuter Triumph für Sandra Perković

Im Finale hatte jede Teilnehmerin zunächst drei Versuche, die Weiten der Qualifikationsrunde wurden nicht gewertet. Den besten acht Athletinnen standen im Anschluss drei weitere Versuche zu.
Für das Finale hatten sich zwölf Athletinnen qualifiziert, acht von ihnen über die Qualifikationsweite, weitere vier über ihre Platzierungen. Qualifiziert hatten sich je drei Deutsche und Chinesinnen. Hinzu kamen zwei Kubanerinnen sowie jeweils eine Teilnehmerin aus Australien, Frankreich, Kroatien und Litauen.
Die Olympiasiegerin von 2012, Weltmeisterin von 2013 und Vizeweltmeisterin von 2015 Sandra Perković aus Kroatien sowie die Weltmeisterin von 2015 Denia Caballero aus Kuba galten als Favoriten. Zu den weiteren Medaillenanwärterinnen gehörten die drei Deutschen Nadine Müller (WM-Dritte von 2015), Julia Fischer (Vizeeuropameisterin von 2016/WM-Fünfte von 2015) sowie Shanice Craft (EM-Dritte von 2014/2016). Eine weitere Kandidatin war die französische Vizeeuropameisterin von 2014 Mélina Robert-Michon.
In der ersten Runde ging Robert-Michon mit 65,52 m in Führung, gefolgt von der Chinesin Su Xinyue (63,88 m) und der Australierin Dany Samuels (63,57 m). Perković begann wie schon in der Qualifikation mit zwei Fehlversuchen. Im dritten Durchgang schleuderte sie den Diskus dann auf 69,21 m und übernahm damit die Spitzenposition. In derselben Runde hatte sich Caballero mit 65,34 m auf Platz drei vorgeschoben. Zwar verbesserte sich Mélina Robert-Michon im fünften Versuch noch auf 66,73 m, womit sie einen neuen französischen Landesrekord aufstellte, blieb aber auf dem Silberrang. Dani Samuels erzielte im letzten Durchgang 64,90 m und wurde damit Vierte. Gold ging an die Favoritin Sandra Perković, Bronze gewann Denia Caballero. Die Chinesin Su Xinyue kam auf den fünften Platz vor Nadine Müller.

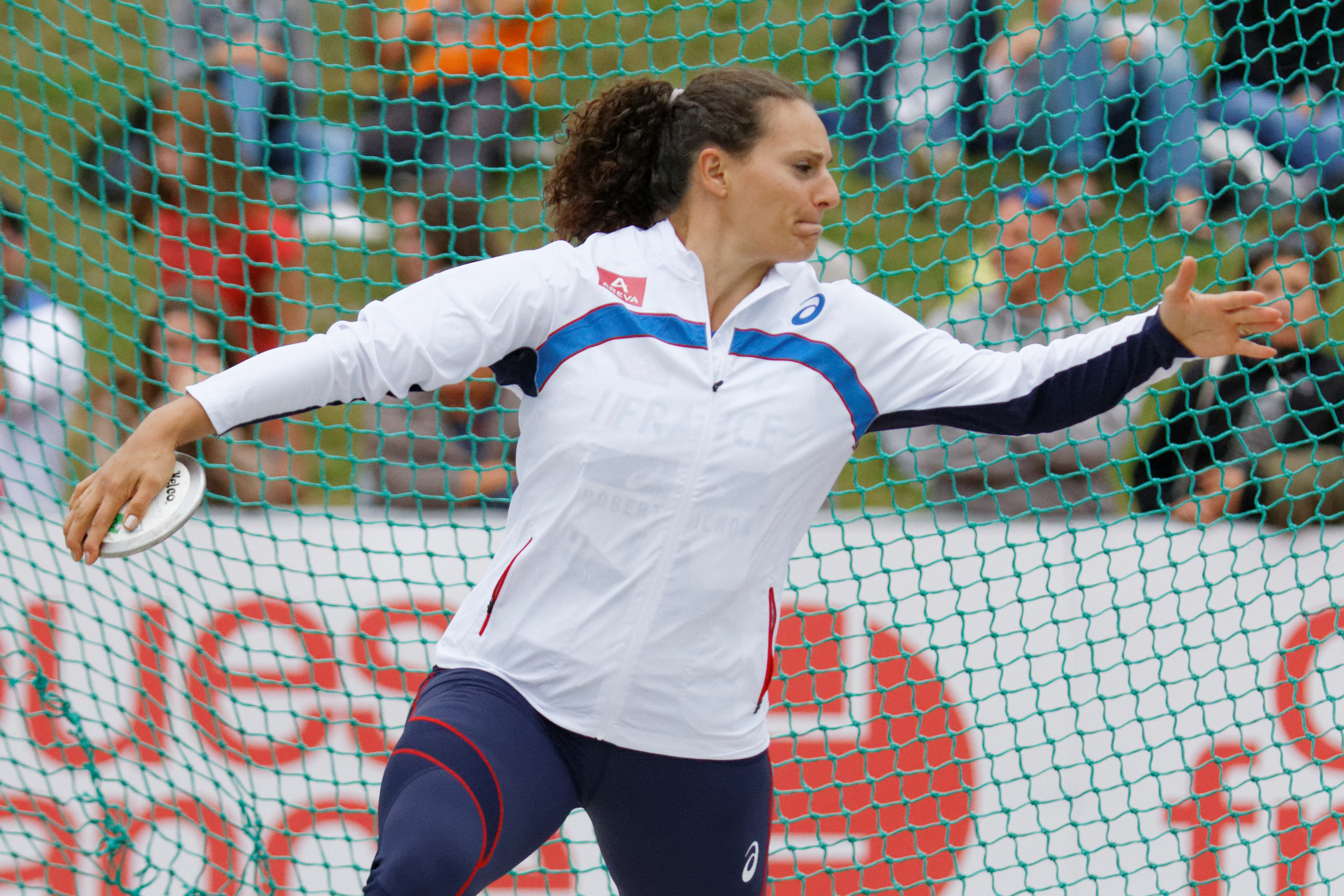
Silbermedaillengewinnerin Mélina Robert-Michon
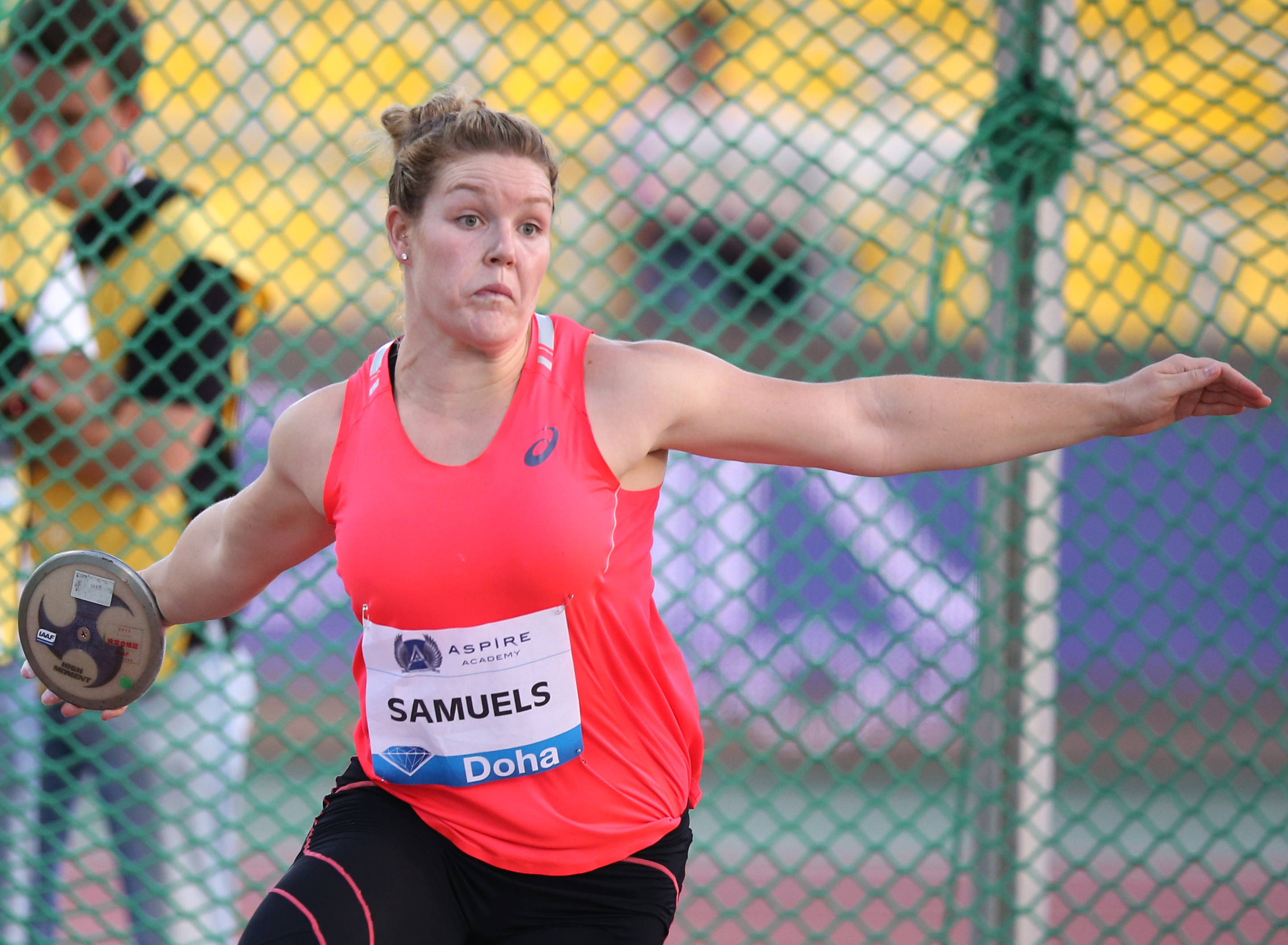
Dani Samuels kam auf den vierten Platz
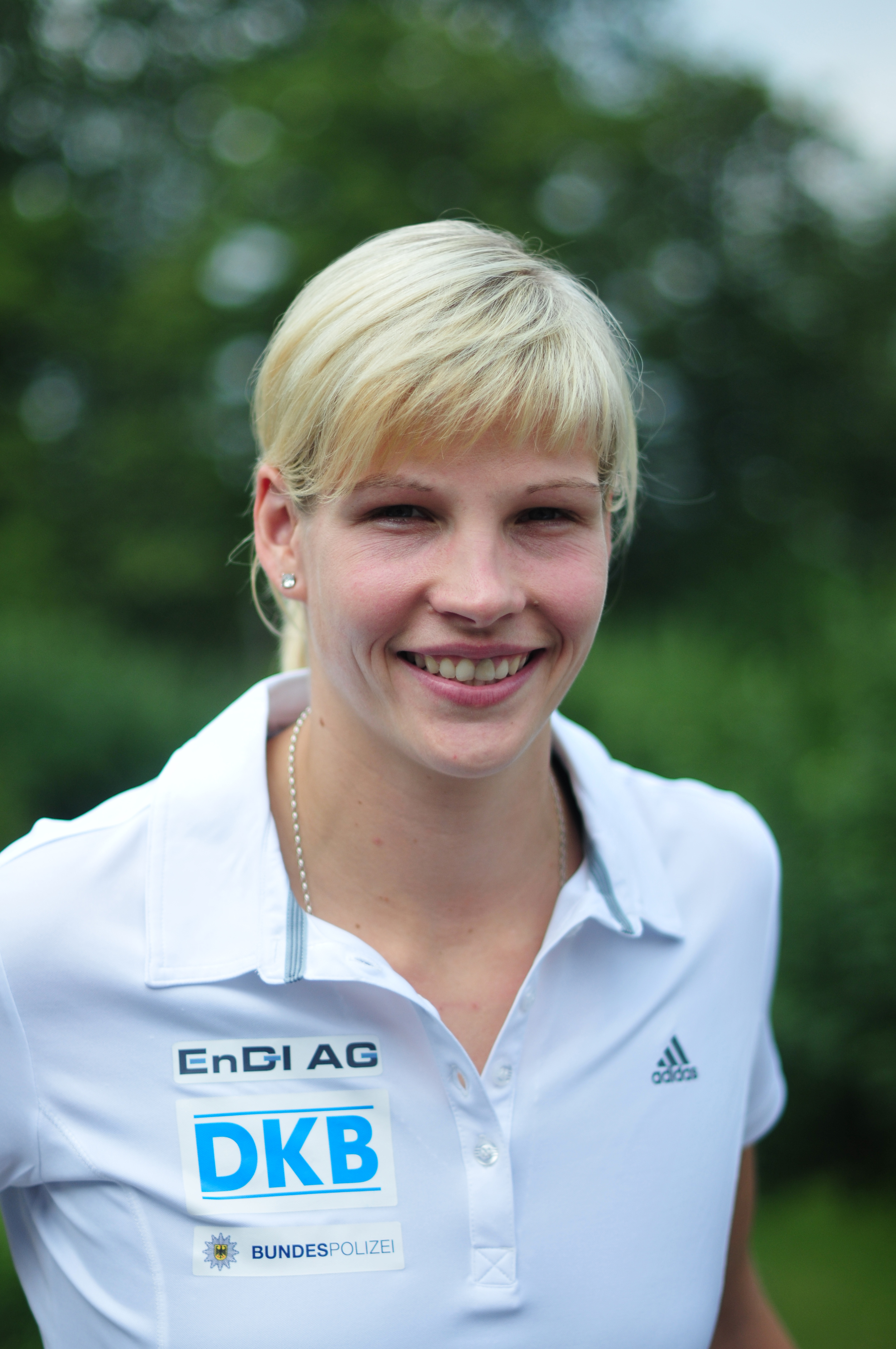
Nadine Müller wurde Olympiasechste
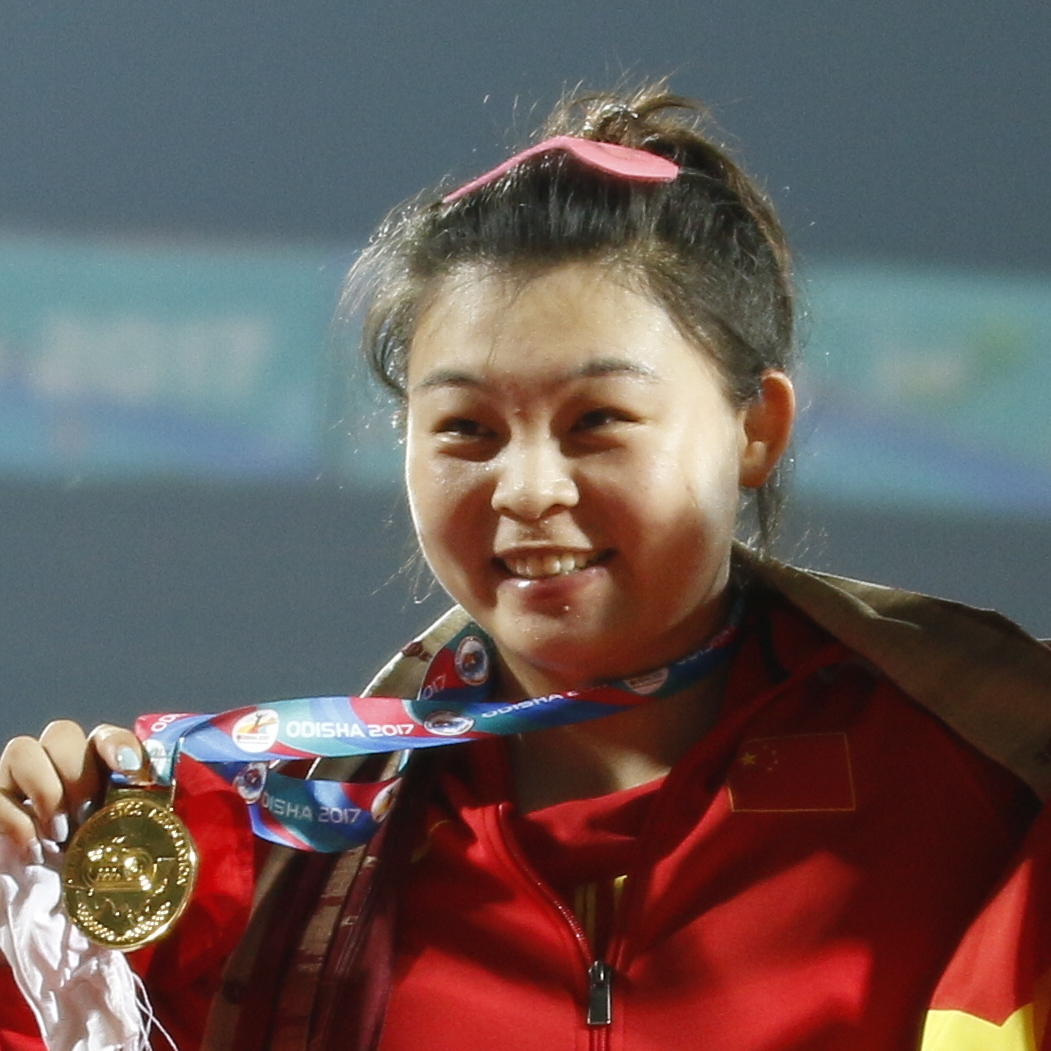
Chen Yang belegte Rang sieben

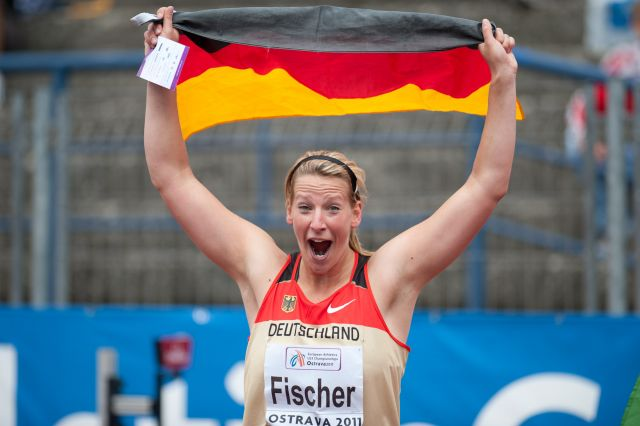
Die Olympianeunte Julia Fischer
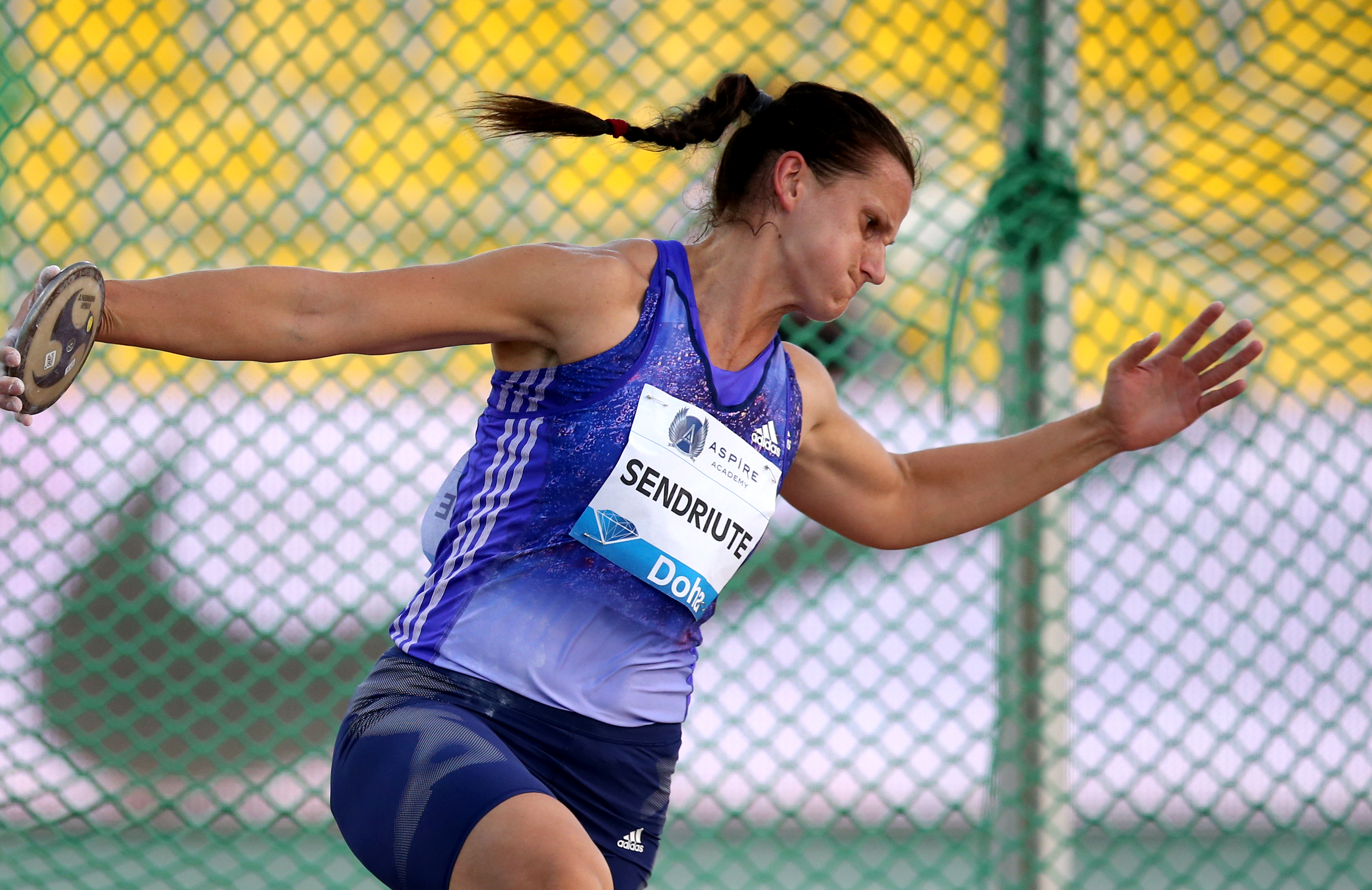
Zinaida Sendriūtė erreichte Platz zehn
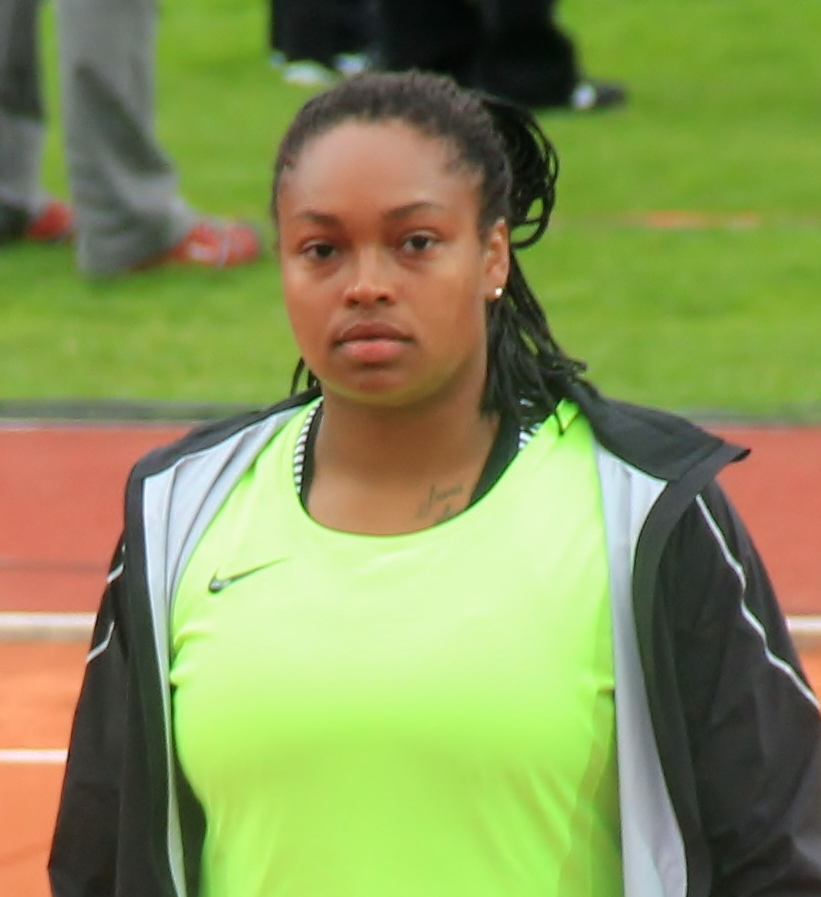
Rang elf für Shanice Craft
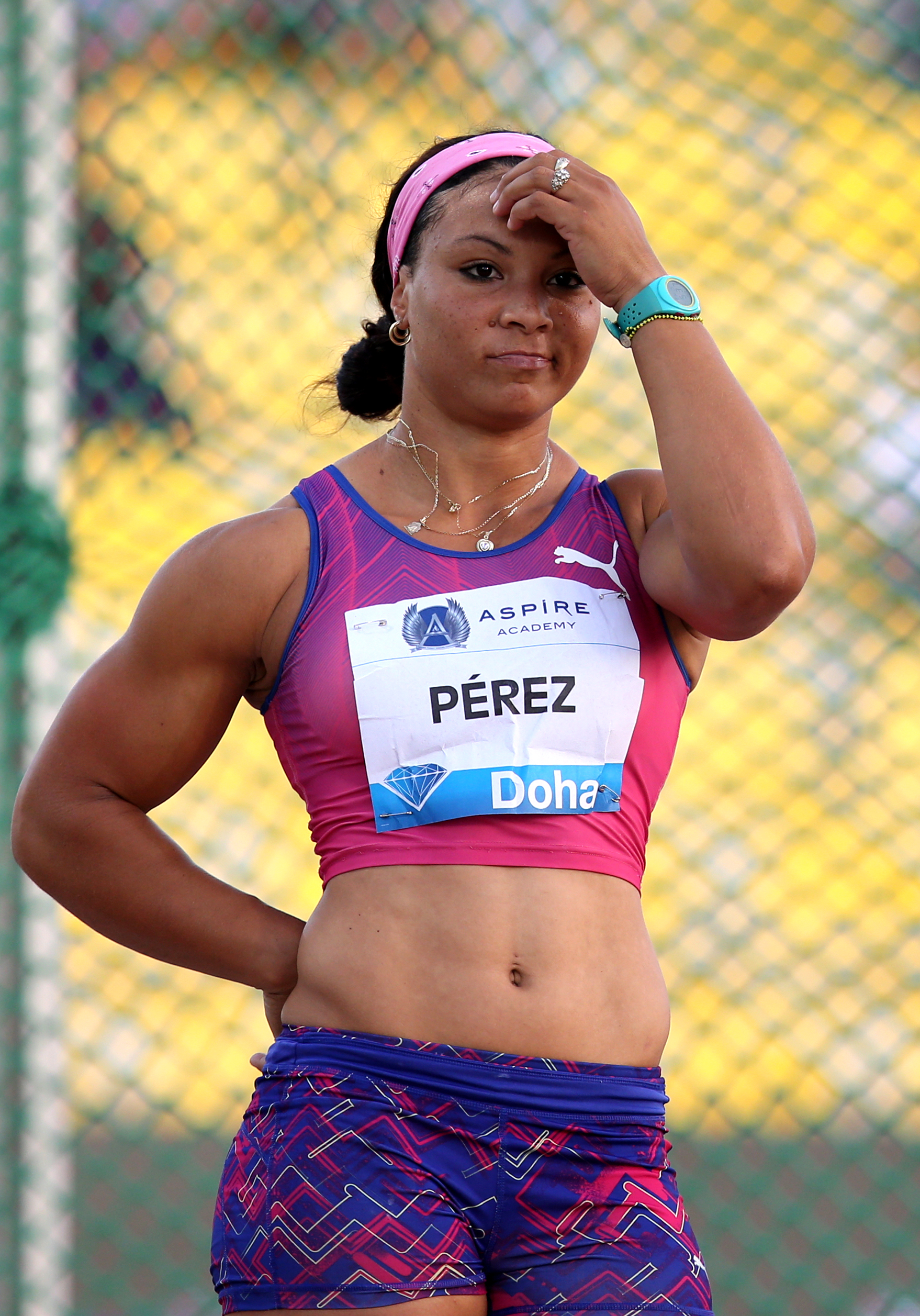
Yaimé Pérez hatte im Finale nur üngültige Versuche

## Video
- Rio Replay: Women's Discus Final, youtube.com, abgerufen am 13. Mai 2022